# Burraton
Burraton – wieś w Anglii, w Kornwalii. Leży 99 km na wschód od miasta Penzance i 313 km na południowy zachód od Londynu.